# Criterios de drenaje subterráneo agrícola
El desarrollo de criterios del drenaje subterráneo agrícola incorpora el estudio de sistemas de drenaje subterráneo y sus efectos en el suelo y la agricultura con el objetivo de llegar a un diseño óptimo del sistema.

## Aspectos a cubrir

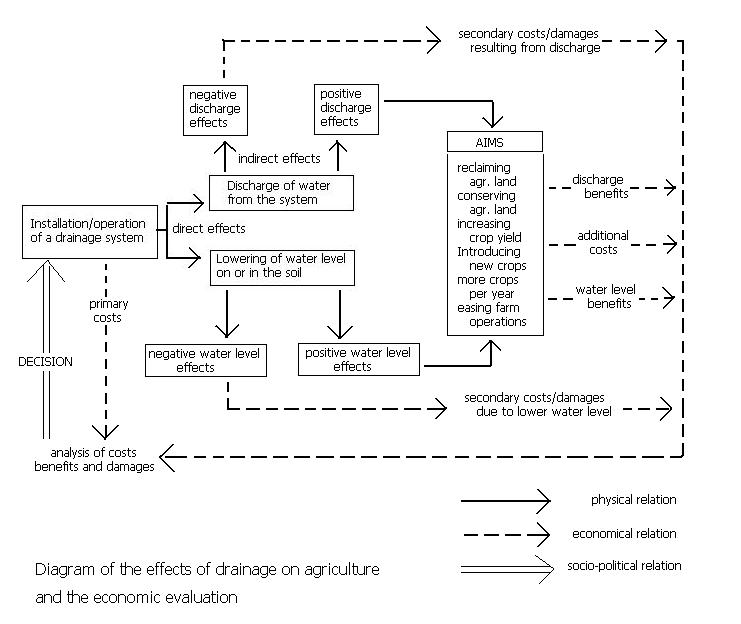
Figura 1.

El drenaje subterráneo agrícola conlleva aspectos agrarias, ambientales, hidrológicos, de ingeniería agrícola, económicos, sociales y sociopolíticos (Figura 1). 

Todos estos aspectos pueden ser objeto del estudio de criterios del drenaje. 

El propósito del drenaje subterráneo es la producción agrícola optimizada en lo que se refiere a:
1. el mejoramiento de tierras cultivables saturadas
2. la conservación del suelo
3. la optimización del rendimiento del cultivo
4. la potencial de la diversificación de los cultivos
5. la intensificación del cultivo
6. la optimización de las operaciones agrarias de labranza con la maquinaria agrícola

## Análisis de sistemas

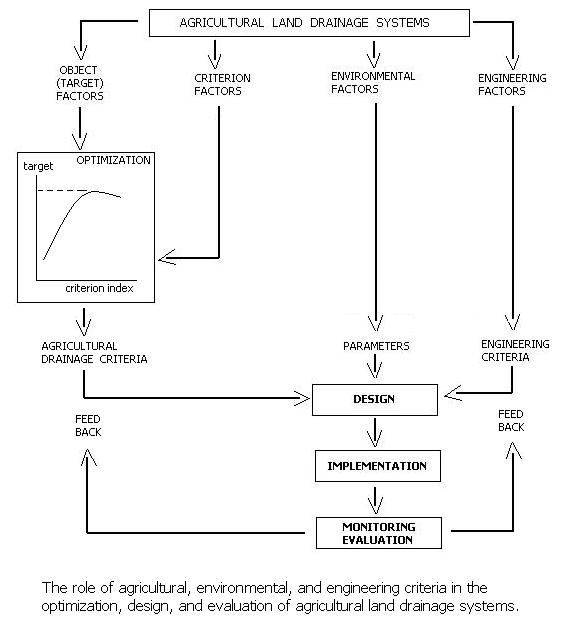
Figura 2.

El papel que juegan las metas, los criterios, y los factores ambientales e hidrológicos se ilustra en la Figura 2.

En la figura los factores de criterio son influenciados a un lado por el drenaje y al otro lado por la productividad agraria. 

Un ejemplo del factor de criterio es la profundidad de la tabla de agua:
1. El sistema de drenaje influye esa profundidad. La relación entre el diseño del sistema de drenaje y la profundidad del freático se puede describir con la ecuación de drenaje en la cual el requerimiento de drenaje  se determina de un balance hídrico del suelo .[1]
2. La profundidad de la napa freática como factor de criterio se debe traducir en el índice de criterio con un valor numérico que representa por un lado el comportamiento de la capa freática y que por otro lado se deja relacionar con la meta (por ejemplo la productividad agrícola).
3. La relación entre el índice de criterio y la meta a menudo se puede optimizar dando el valor máximo de la producción como objetivo final, mientras que el valor óptimo correspondiente del índice de criterio se deja utilizar en el procedimiento de diseño como criterio agrario de drenaje subterráneo.

## Procesos de reacción de cultivos

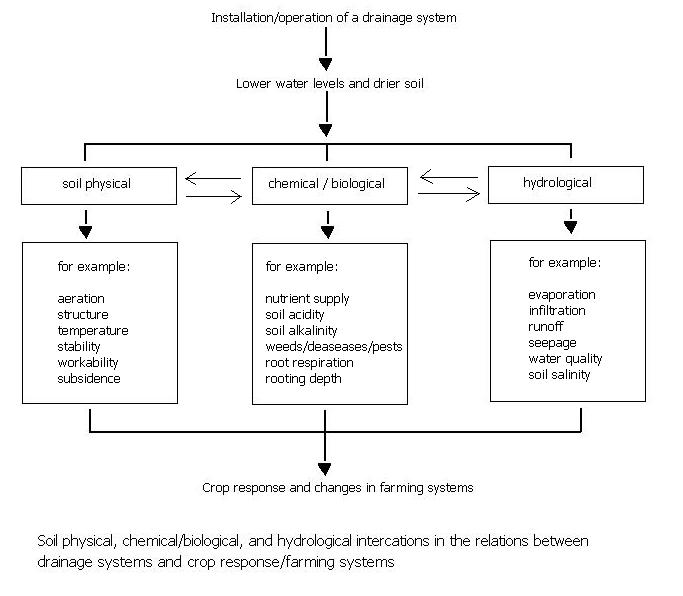
Figura 3.

Los procesos de base en el procedimiento de la optimización (Figura 2) son múltiples. Los procesos se pueden agrupar en procesos físicos, químicos/biológicos e hidrológicos que se influencian mutualmente (Figura 3):
- Los procesos físicos influenciados incluyen la aeración, la estructura, la estabilidad y la temperatura del suelo.
- Los procesos influenciados químicos incluyen la salinidad, la acidez y la alcalinidad del suelo
- Los procesos influenciados hidrológicos incluyen la evapotranspiración, la escorrentía superficial y la salinidad

## Datos de campo

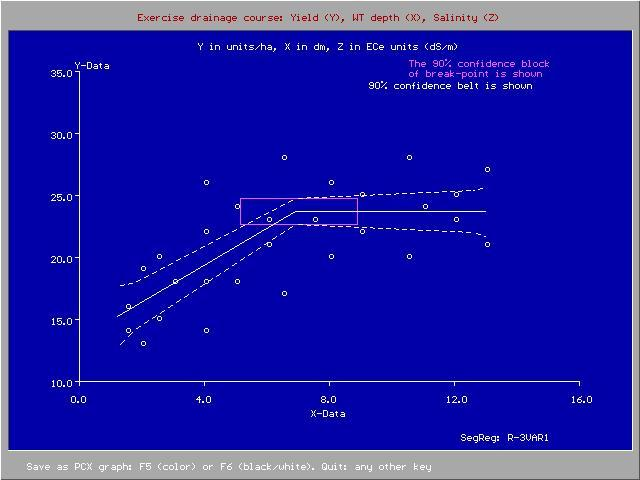
La profundidad de la tabla de agua y la producción del cultivo

En las investigaciones del drenaje agrícola el análisis de datos de campo es importante.
Tratando de datos de campo es de esperar una variación considerable debido al número grande de procesos naturales involucrados y la gran variabilidad de las características de las plantas y del suelo asimismo de los fenómenos hidrológicos.
Un ejemplo de la relación entre rendimiento del cultivo y la profundidad de la tabla de agua sujeta a una variación aleatoria se ve en el gráfico adjunto. El gráfico ha sido hecho con el programa SegReg para la regresión segmentada.
Analizando datos de campo con variación aleatoria la aplicación adecuada de los principios estadísticos como el análisis de regresión y el análisis de frecuencia es indispensable.

Galería: ejemplos de relaciones entre el rendimiento del cultivo y profundidad de la tabla de agua, datos de campo
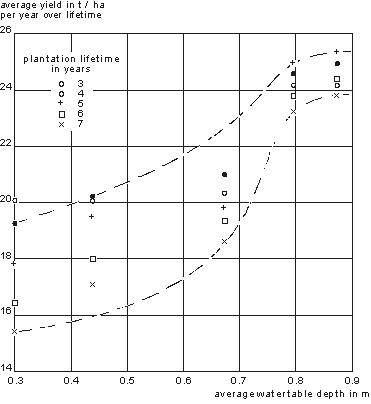
Rendimiento de bananas (t/ha), edad de la plantación, y profundidad promedia de la tabla de agua (m) en Surinam (Lenselink,  1972)
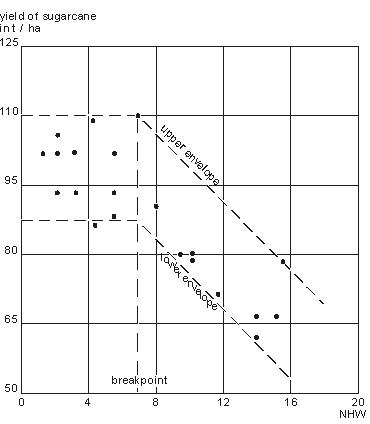
Rendimiento de caña de azúcar (t/ha)  y número de días (NHW) con nivel de la tabla de agua elevada (a menor profundidad de 90 cm) en el sistema colector de drenaje in Guyana (Naraine 1990)
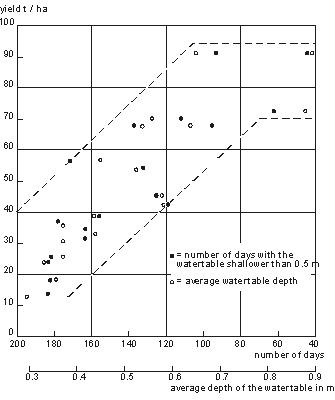
Rendimiento de caña de azúcar, profundidad promedia de la tabla de agua y número de días con tabla de agua a menor profindidad de 0.5 durante la estación de crecimiento de diciembre a junio en N. Queensland, Australia (Rudd and Chardon 1977)
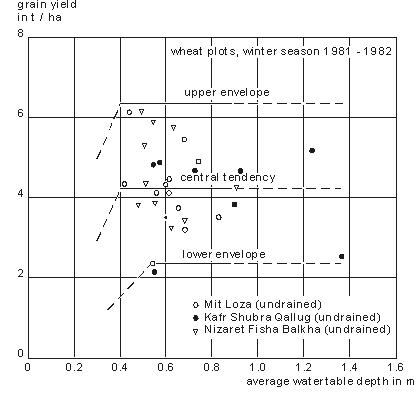
Rendimiento de semillas de trigo (t/ha) y profundidad promedia estacional de la tabla de agua en el delta del Nilo, Egipto
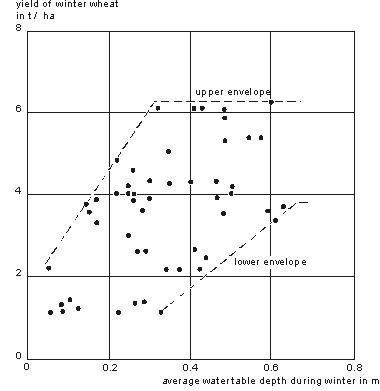
Rendimiento de trigo  (t/ha) y profundidad promedia invernal de la tabla de agua (m)  en un suelo arcilloso pesadado, 5 anos de observación, Reino Unido

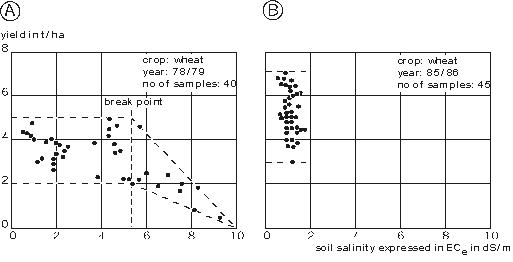
Rendimiento de trigo y la salinidad del suelo antes (A) y después (B) la instalación de un sistema de drenaje subterráneo en un área piloto en el delta de Nilo, Egipto. (Safwat Abdel Dayem and Ritzema 1990)

## Control de la salinidad del suelo
En tierras regadas el drenaje subterráneo puede ser necesario para lixiviar los sales importados en los suelos con el agua de riego para prevenir la salinización del suelo.
Modelos de agro-hidro-salinidad como SaltMod pueden ser instrumental para determinar el requerimiento de drenaje.